# Paula Teixeira da Cruz
Paula Maria von Hafe Teixeira da Cruz (ur. 1 czerwca 1960 w Luandzie) – portugalska prawniczka i polityk, adwokat, wiceprzewodnicząca Partii Socjaldemokratycznej, w latach 2011–2015 minister sprawiedliwości w pierwszym rządzie Pedra Passosa Coelho.

## Życiorys
Urodziła się w Portugalskiej Afryce Zachodniej, którą musiała opuścić w 1975. Kształciła się w Liceu Padre António Vieira w Lizbonie. Ukończyła w 1983 studia prawnicze na Universidade Livre de Lisboa, następnie zaś pracowała jako nauczyciel akademicki, wykładając prawo administracyjne na macierzystej uczelni, na Uniwersytecie Lizbońskim oraz w Instytucie Studiów Finansowych i Fiskalnych w Lizbonie. Uzyskała uprawnienia adwokata, została członkinią związku adwokatów (Sociedade de Advogados), podjęła praktykę zawodową w ramach kancelarii F. Castelo Branco & Associados.
W 1995 wstąpiła do Partii Socjaldemokratycznej. Zasiadała m.in. w krajowej komisji politycznej PSD, w latach 2005–2006 była jej wiceprzewodniczącą. Sprawowała funkcję członka zarządu miejskiego Lizbony (1998–2002), następnie zaś przewodniczącej rady miejskiej stolicy (2005–2009). W 2010 została ponownie wiceprzewodniczącą PSD. W wyborach w 2011 została wybrana na posłankę z okręgu Lizbona. 21 czerwca 2011 objęła stanowisko ministra sprawiedliwości w rządzie, na czele którego stanął Pedro Passos Coelho. Sprawowała ten urząd do 30 października 2015. Wcześniej w tym samym roku z powodzeniem ubiegała się o poselską reelekcję.
Rozwiedziona z Paulo Teixeira Pinto, byłym prezesem Banco Comercial Português (BCP), ma dwoje dzieci.